# Sümeg
Sümeg (nemško Schimeck, hrvaško Šimeg) je mesto na zahodu Madžarske, jugozahodno od gozda Bakony, v županiji Veszprém. Mesto je še posebej znano po gradu.

## Geografija
Mesto leži jugozahodno od gozda Bakony v okraju Veszprém, 18 km severno od Tapolce in 23 km severno od Blatnega jezera. Sümeg ima železniško povezavo tako z Dunajem kot tudi z Gradcem in Budimpešto. Je na odcepu proge od Ukka preko Tapolce do Keszthelyja in Balatonszentgyörgyja.

## Zgodovina
Območje okrog Sümega je bilo poseljeno že v bronasti dobi. Najdeni so bili grobovi, kamnite sekire, žare in drugi pripomočki iz tega obdobja. Konec 19. stoletja so našli rimski vojaški tabor (castrum) in rimske stanovanjske stavbe iz časa Rimskega cesarstva. Najdbe so v mestnem muzeju.
V 13. stoletju so na 270 m visokem apnenčastem griču nad mestom zgradili grad Sümeg. Ta grad je imel vojaški pomen že od turških vojn. Ker je njegov strateški pomen upadal, je grad propadal.
Leta 1643 je Sümeg dobil mestne pravice. Zaradi tega se je gospodarska proizvodnja mesta povečala. To je v mesto pripeljalo obrtnike in plemiče. Zgrajeno je bilo mestno obzidje, samostan in cerkev frančiškanskega reda. Leta 1700 je požar uničil skoraj celotno mesto. Ohranil naj bi se le frančiškanski samostan in štiri zidane hiše. Za kasnejšo obnovo je veljalo pravilo, da se lahko znotraj mestnega obzidja gradijo samo kamnite hiše, da se prepreči ponoven požar.
Leta 1552 je bila škofija iz Veszpréma, ki so ga zasedli Turki, prestavljena v Sümeg. 200 let kasneje je škof Biró Márton Padányi dal zgraditi škofovsko palačo in v Sümeg poklical Franza Antona Maulbertscha, čigar freske lahko občudujete v mestnih cerkvah. Ta razvoj je v Sümeg pripeljal učenjake in pisatelje. Baročne meščanske hiše ob nekdanjem obzidju so priče takratnega razvoja mesta.
Med Rákóczijevimi upori je grad ponovno odigral vojaško vlogo. Med letoma 1703 in 1709 so grad osvojili ustaši. Leta 1709 so ga ponovno zavzele cesarske habsburške čete, v letih 1713 in 1726 požgane in prepuščene propadanju.
V 19. stoletju je Sümeg postal znan tudi zunaj Madžarske kot kraj trgovanja z vinom. Podjetnik Vince Ramassetter (1806–1878) je zgradil klet in trgovsko podjetje, ki je svoje izdelke prodajalo po vsej Evropi. Drugi pomembni osebnosti Sümega tega časa na področju vinogradništva sta bila pionir penin Lajos Rosty (1769–1839) in enolog Ferenc Entz (1805–1877).

## Kultura in znamenitosti
Najbolj znana znamenitost v mestu je grad, ki stoji na hribu nad mestom. Danes se znotraj prenovljenega obzidja ruševin odvijajo viteške igre in različne prireditve.
Sümeg je že 250 let tudi romarski kraj. Kip Blažene Device Marije v frančiškanski cerkvi vsako leto septembra pritegne obiskovalce. Gre za leseno izrezljano sedečo figuro Device Marije (Pietà), ki objokuje telo svojega sina. Sosednji frančiškanski samostan, ustanovljen sredi 17. stoletja, je frančiškanski red ponovno naselil leta 1989 po prekinitvi v času komunizma.
Župnijska cerkev, zgrajena v poznobaročnem slogu sredi 18. stoletja, stoji na ulici Deák Ferenc. Freske v notranjosti cerkve je naslikal Franz Anton Maulbertsch.
Druga baročna stavba je nekdanja škofovska palača (Püspöki palota), zgrajena v 18. stoletju. Stoji na Szent István tér (Trg sv. Štefana). Stavba, ki je bila v času komunizma internat in je bila takrat v zelo dotrajanem stanju, je bila obnovljena v začetku 21. stoletja, od leta 2011 pa služi kot muzej in razstavišče. V prenovljenih kleteh so tudi vinoteka in degustacijski prostori.
Potek nekdanjega mestnega obzidja je viden na ulicah mesta. Ohranjen je približno 1 km dolg odsek zidu. V mestu je več dvorcev. Rojstna hiša in hiša smrti pesnika Sándorja Kisfaludyja (1772–1844) na cerkvenem trgu je preurejena v muzej.
Leta 1960 so na hribu Mogyorós-Domb zahodno od mesta odkrili 5000 let star knežji grob. Ta je dostopen kot muzej na prostem.
Na jugu leži bukev Ördögigafa.